# حسن‌آباد (حومه لامرد)
حسن‌آباد روستایی در دهستان حومه بخش مرکزی شهرستان لامرد استان فارس ایران است.

## جمعیت
بر پایه سرشماری عمومی نفوس و مسکن در سال ۱۳۹۵ جمعیت این روستا ۱۶۱ نفر (۴۹ خانوار) بوده‌است.